# Ronde van Denemarken
De Ronde van Denemarken (Deens: (NordPost) Danmark Rundt) is een meerdaagse wielerwedstrijd die jaarlijks in Denemarken wordt verreden. De wedstrijd maakt deel uit van de UCI Europe Tour.
Vanwege het vlakke Deense landschap is de wedstrijd vooral het domein van de sprinters en tijdrijders. De eerste editie van de wedstrijd, die tegenwoordig eind juli of begin augustus wordt verreden, vond plaats in 1985, waarna de wedstrijd viermaal werd georganiseerd. Sinds 1995 is ze niet meer van de kalender weggeweest en sinds 2005 maakt ze deel uit van het Europese continentale circuit.

## Overzicht winnaars

### Meervoudige winnaars
| Zeges | Renner            | Land       | Jaren            |
| ----- | ----------------- | ---------- | ---------------- |
| 003   | Jakob Fuglsang    | Denemarken | 2008, 2009, 2010 |
| 002   | Kurt-Asle Arvesen | Noorwegen  | 2004, 2007       |
| 002   | Michael Valgren   | Denemarken | 2014, 2016       |
| 002   | Mads Pedersen     | Denemarken | 2023, 2025       |

### Overwinningen per land
| Aantal | Land                                                                                |
| ------ | ----------------------------------------------------------------------------------- |
| 15     | Denemarken                                                                          |
| 4      | België, Italië                                                                      |
| 3      | Nederland                                                                           |
| 2      | Noorwegen                                                                           |
| 1      | Australië, Duitsland, Frankrijk, Verenigd Koninkrijk, Verenigde Staten, Zwitserland |

1985 · 1986 · 1987 · 1988 · 1989-1994 · 1995 · 1996 · 1997 · 1998 · 1999 · 2000 · 2001 · 2002 · 2003 · 2004 · 2005 · 2006 · 2007 · 2008 · 2009 · 2010 · 2011 · 2012 · 2013 · 2014 · 2015 · 2016 · 2017 · 2018 · 2019 · 2020 · 2021 · 2022 · 2023 · 2024 · 2025